# Bleach (sezonul 3)
Bleach Sezonul 3 – Soul Society: Salvarea (2005-2006)
Episoadele din sezonul trei al seriei anime Bleach se bazează pe seria manga Bleach de Tite Kubo. Sezonul trei din Bleach, serie de anime, este regizat de Noriyuki Abe și produs de Studioul Pierrot și TV Tokyo și a început să fie difuzat pe data de 26 iulie 2005 la TV Tokyo și s-a încheiat la data de 10 ianuarie 2006.
Episoadele din sezonul trei al seriei anime Bleach fac referire la Ichigo Kurosaki și eforturile prietenilor lui pentru a salva Shinigamiul Rukia Kuchiki de la execuția de către superiorii ei în Soul Society.

## Lista episoadelor
| Nr. Ep. Original | Nr. Ep. Serie | Nr. Ep. Sezon | Titlu                                                                   | Apariție           |
| ---------------- | ------------- | ------------- | ----------------------------------------------------------------------- | ------------------ |
| 42               | 42            | 1             | Yoruichi, Zeița Fulger, dansează!                                       | 26 iulie 2005      |
| 43               | 43            | 2             | Shinigamiul cel josnic                                                  | 2 august 2005      |
| 44               | 44            | 3             | Limita puterii lui Ishida!                                              | 9 august 2005      |
| 45               | 45            | 4             | Depășește limitele!                                                     | 16 august 2005     |
| 46               | 46            | 5             | Amintiri autentice! Școala de Shinigami                                 | 23 august 2005     |
| 47               | 47            | 6             | Răzbunătorii                                                            | 30 august 2005     |
| 48               | 48            | 7             | Strigătul lui Hitsugaya!                                                | 6 septembrie 2005  |
| 49               | 49            | 8             | Coșmarul lui Rukia                                                      | 13 septembrie 2005 |
| 50               | 50            | 9             | Trezirea leului                                                         | 20 septembrie 2005 |
| 51               | 51            | 10            | Dimineața sentinței                                                     | 27 septembrie 2005 |
| 52               | 52            | 11            | Renji, jurământul sufletului! Lupta decisivă cu Byakuya                 | 4 octombrie 2005   |
| 53               | 53            | 12            | Ispita lui Gin Ichimaru, calea distrugerii                              | 4 octombrie 2005   |
| 54               | 54            | 13            | Un jurământ îndeplinit! Întoarce-te Rukia!                              | 18 octombrie 2005  |
| 55               | 55            | 14            | Cel mai puternic shinigami! Confruntarea finală între profesor și elevi | 25 octombrie 2005  |
| 56               | 56            | 15            | Lupta supersonică! Adevărata zeiță a luptei                             | 1 noiembrie 2005   |
| 57               | 57            | 16            | Senbonzakura, zdrobit! Zangetsu se ridică spre cer                      | 8 noiembrie 2005   |
| 58               | 58            | 17            | Eliberarea! Lama întunecată, puterea miraculoasă                        | 15 noiembrie 2005  |
| 59               | 59            | 18            | Concluzia luptei decisive! Mândria albă și dorința întunecată           | 22 noiembrie 2005  |
| 60               | 60            | 19            | Adevărul disperării, pumnalul scos la iveală                            | 6 decembrie 2005   |
| 61               | 61            | 20            | Aizen arată! Ambițiile oribile                                          | 13 decembrie 2005  |
| 62               | 62            | 21            | Adunarea! Cea mai puternică organizație de shinigami                    | 20 decembrie 2005  |
| 63               | 63            | 22            | Decizia lui Rukia, sentimentele lui Ichigo                              | 10 ianuarie 2006   |